# Giovanni Rossignoli
 Giovanni Rossignoli  (né le 3 décembre 1882 à Pavie, et mort le 27 juin 1954 à Pavie) était un coureur cycliste italien, dont la carrière, particulièrement longue, se déroula au cours des trois premières décennies du XXe siècle.

## Biographie
Professionnel de 1903 à 1927 dans diverses équipes (Cycle JC, Bianchi, Turckheimer, Alcyon Dunlop, Legnano, Otav, Gerbi, Globo, Peugeot, Atala), Giovanni Rossignoli a remporté trois étapes du Tour d'Italie.

## Palmarès
- 1903
  - Corsa Nazionale
  - 2e de Milan-Turin
- 1905
  - Milan-Turin
  - 2e du Tour de Lombardie
- 1906
  - Milan-Mantoue
  - 2e de la Corsa Nazionale
  - 3e de la Coppa Val d'Olona
- 1907
  - Coppa Val d'Olona
  - 2e dans Milan-Mantoue
  - 3e du championnat d'Italie sur route
- 1908
  - 7e de Milan-San Remo
  - 10e du Tour de France
- 1909
  - 3e et 6e étapes du Tour d'Italie
  - 3e du Tour d'Italie
- 1911
  - 3e étape du Tour d'Italie
  - 2e du Tour d'Italie
  - 3e du Tour de Romagne
- 1913
  - 10e du Tour d'Italie
- 1920
  - 8e étape du Tour d'Italie (ex æquo avec 8 autres coureurs)
  - 9e du Tour d'Italie
- 1921
  - 9e du Tour d'Italie
- 1924
  - 8e du Tour d'Italie

## Résultats sur les grands tours

### Tour de France
8 participations 
- 1904 : abandon (1re étape)
- 1908 : 10e
- 1909 : abandon (2e étape)
- 1923 : 29e
- 1924 : 31e
- 1925 : 19e
- 1926 : 21e
- 1927 : 32e

### Tour d'Italie
13 participations
- 1909 : 3e, vainqueur des 3e et 6e étapes
- 1910 : abandon
- 1911 : 2e, vainqueur de la 3e étape, leader pendant 4 jours
- 1912 : 3e avec l'équipe Gerbi (classement par équipes exceptionnellement sur le Giro 1912)
- 1913 : 10e
- 1920 : 9e, vainqueur de la 8e étape (ex æquo avec 8 autres coureurs)
- 1921 : 9e
- 1922 : abandon
- 1923 : 18e
- 1924 : 8e
- 1925 : 19e
- 1926 : 17e
- 1927 : 44e